# Chemin Neuf
Communauté du Chemin Neuf (Nederlands: Gemeenschap Chemin Neuf) is een rooms-katholieke, apostolische gemeenschap met ongeveer 2000 leden in 30 landen in Europa, Afrika, Azië, Amerika en het Midden-Oosten. De gemeenschap is gebaseerd op de Ignatiaanse spiritualiteit en geïnspireerd door de charismatische vernieuwing. Chemin Neuf is in 1973 in Lyon in Frankrijk ontstaan uit een gebedsgroep.
Chemin Neuf staat open voor echtparen, gezinnen en mannen en vrouwen die al dan niet gekozen hebben voor het celibaat. Leden kunnen ervoor kiezen om in een gesloten gemeenschap of in een wijkgemeenschap te wonen. In het eerste geval woont de gemeenschap onder één dak en in het tweede geval woont de in één woonwijk of een deel daarvan. In Nederland heeft de beweging in 2006 de voormalig Benedictijner Sint-Paulusabdij in Oosterhout (Noord-Brabant) betrokken. In België is de gemeenschap actief op twee plaatsen: sinds 2014 betrekken ze het klooster van de basiliek van het Heilig Hart en in Luik een karmelietenklooster.
De gemeenschap streeft ernaar om eenheid te creëren tussen mensen. Zij baseert zich grotendeels op de Bijbelse tekst: Vader laat ze allen één zijn zoals u in mij bent, en ik in U ben. Laten ook zij bij ons zijn; dan zal de wereld geloven dat U mij hebt gezonden. (Johannes, 17:21). Onder deze noemer komen leden van Chemin Neuf uit verschillende kerken, zoals de rooms-katholieke kerk, de anglicaanse kerk of een protestantse kerk, samen.